# 대정고등학교
대정고등학교(大靜高等學校)는 대한민국 제주특별자치도 서귀포시 대정읍 상모리에 있는  고등학교이다.

## 학교 연혁
- 1952년 6월 2일 : 개교(대정중 병설 6학급 인가)
- 1964년 3월 16일 : 본교에서 대정여자중·고등학교 분리 개교
- 1979년 2월 19일 : 대정읍 일주서로 2498번길 21로 학교 이전
- 1997년 10월 28일 : 도서관, 전산실, 어학실 증축 및 급식소 청람현(靑藍峴) 준공
- 1999년 2월 20일 : 다목적강당 겸 체육관 송악관(松岳館) 준공
- 2007년 2월 12일 : 기숙사 일신학사(日新學舍) 준공
- 2008년 8월 26일 : 학교 역사관 개관, 예능관 증축 완공
- 2014년 3월 1일 : 교육부요청 학교진로교육(SCEP) 연구학교(2년간)
- 2019년 3월 1일 : 도교육청 재지정 제주형자율학교(다혼디 배움학교) 운영
- 2020년 3월 1일 : 특수학급(1학급) 신설
- 2020년 7월 20일 : 청람현(다목적 학습관 및 급식소) 준공
- 2021년 3월 1일 : 고교학점제, AI교육 선도학교 운영
- 2023년 3월 1일 : 도교육청 지정 제주형 자율학교(제주학생 중심 교육과정 운영)
- 2025년 1월 24일 : 제72회 졸업식(졸업생 88명, 총 졸업생 9,176명)
- 2025년 3월 1일 : 제29대 교장 이재영 선생 취임
- 2025년 3월 1일 : 14학급 편성(특수학급 2학급 포함)
- 2025년 3월 4일 : 제75회 입학식(105명)

## 참고 자료
- 대정고등학교 - 한국교육학술정보원 학교알리미